# Epeorus caucasicus
Epeorus caucasicus es una especie de efímera del género Epeorus, familia, Heptageniidae. Fue descrita por Tshernova en 1938.

## Descripción
Tergos abdominales extendidos. Posee un patrón de coloración en los esternones abdominales.

## Distribución y hábitat
Se distribuye por Georgia, suroeste de Rusia, Azerbaiyán, Armenia y este de Turquía. Las larvas habitan en pequeños arroyos y ríos. Se han encontrado ejemplares a altitudes que van desde 496 hasta 2474 m s. n. m., con una frecuencia que ronda los 1000 m s. n. m.